# Анисимов, Валентин Семёнович
Валенти́н Семёнович Ани́симов — советский авиаконструктор, почётный доктор Самарского государственного аэрокосмического университета, заслуженный конструктор РФ, действительный член Российской академии космонавтики им. К. Э. Циолковского.

## Биография
Родился в 1926 году в Абдулине. Член КПСС.
С 1950 года — на хозяйственной, общественной и политической работе. В 1950—2010 гг. — инженерный работник ОКБ Н. Д. Кузнецова, ведущий конструктор авиационного ТВД НК-12, ведущий конструктор авиационного ДТРД НК-6, ведущий конструктор ЖРД 11Д51, 11Д52, НК-33, НК-43 и заместитель начальника ОКБ ЖРД, участник модификации ЖРД НК-33 для РКК ОКБ В. Н. Челомея, заместитель генерального конструктора, главный конструктор по авиадвигателям НК-25 и НК-32, руководитель работ по созданию винтовентиляторного двигателя НК-93, руководитель с российской стороны совместной работы с американской фирмой «Аэроджет» по применению ЖРД НК-33, НК-43 в американских ракетах «Кистлер» и «Дельта», руководитель работ по ЖРД НК-33, НК-43 для российских РКК «Воздушный старт», «Ямал», «Союз2-3».
Умер в 2006 году на своей даче в Ширяево Самарской области.